# Süddeutsche Zeitung
El Süddeutsche Zeitung (Periódico del sur de Alemania en alemán, pronunciado AFI: [ˈzyːtˌdɔʏtʃə ˈtsaɪtʊŋ] y abreviado a menudo a SZ) es un periódico alemán editado en Múnich fundado en el octubre de 1945.

## Perfil
El posicionamiento ideológico del periódico es socialdemócrata y generalmente centrista (este perfil ha generado el chiste de que SZ es la oposición en el estado de Baviera, el cual ha estado bajo el gobierno del partido conservador CSU casi de manera continua desde 1949). La edición nacional incluye cuatro secciones: política, cultura, economía y deportes. Además, las ediciones para Múnich y condados vecinos también incluyen un suplemento de noticias locales.
Algunos de los periodistas más famosos de Alemania trabajan para el SZ o lo han hecho durante gran parte de sus carreras. Por ejemplo, Heribert Prantl, redactor jefe de la sección nacional, es el autor de editoriales más citado en la prensa alemana. Hans Leyendecker es uno de los mejores reporteros de investigación del país. Antes de unirse al SZ, Leyendecker trabajó para el semanario Der Spiegel, donde destapó varios escándalos políticos y económicos (por ejemplo, la financiación ilegal de los partidos políticos en la década de los 80, el contrabando consentido de plutonio entre Rusia y Alemania, sobornos en la compraventa de armamento, y la corrupción del comité de trabajadores de Volkswagen). Rudolph Chimelli, un reportero político de gran fama, ha estado en la plantilla del periódico desde 1957. Martin Süßkind también trabajó en el SZ, y tras abandonarlo llegó a ser el redactor jefe del Berliner Zeitung. Giovanni di Lorenzo, que dirigió entre 1994 y 1998 el reportaje diario que utiliza en exclusiva la página 3 del periódico, ha sido también redactor jefe de periódico Der Tagesspiegel y del semanario Die Zeit. El corresponsal Thomas Urban, especialista de Europa del Este, también ha recibido premios por sus libros de historia contemporánea; en 2012, fue nombrado jefe de la oficina de Madrid del periódico.
Una de las características más destacadas del SZ es su columna de portada anónima Streiflicht ("Rayo de Luz"). Desde 2004, SZ también incluye cada lunes un suplemento de 8 páginas en inglés con una selección de artículos destacados del diario estadounidense The New York Times.